# NGC 5921
NGC 5921 este o galaxie spirală situată în constelația Șarpele. A fost descoperită în 1 mai 1786 de către William Herschel. Se află la o distanță de 23,9 de megaparseci de Pământ.